# صدف سیاه گورخری
صدف سیاه گورخری (نام علمی: Dreissena polymorpha) نام یک گونه از راسته صدف‌های سفت‌پوسته است. این صدف‌ها برای نخستین بار توسط جانورشناس آلمانی پیتر سیمون پالاس در جنوب کشور روسیه در رودهای اورال٬ ولگا٬ و دنیپر شناسایی شد. با این حال صدف گوره‌خری به‌طور ناخواسته به مکان‌ها و کشورهای مختلفی برده شده و به عنوان گونه‌ای مهاجم شناخته می‌شود.
نامگذاری آن به دلیل وجود الگوهای ویژه در نمونه‌های اولیه یافت شده می‌باشد.